# Dielkirchen
Dielkirchen là một đô thị thuộc huyện Donnersberg, trong bang Rheinland-Pfalz, phía tây nước Đức. Đô thị Dielkirchen có diện tích 8,10 km² và dân số 543 (thời điểm ngày 31 tháng 12 năm 2006).